# ブライアン・パーク
ブライアン・グレゴリー・パーク（Brian Gregory Perk, 1989年7月21日 - ）は、アメリカ合衆国出身の元サッカー選手。現役時代のポジションはゴールキーパー。